# Alopecurus geniculatus
Alopecurus geniculatus es una especie de la familia Poaceae. Es originaria de Eurasia y norte de América.

## Descripción

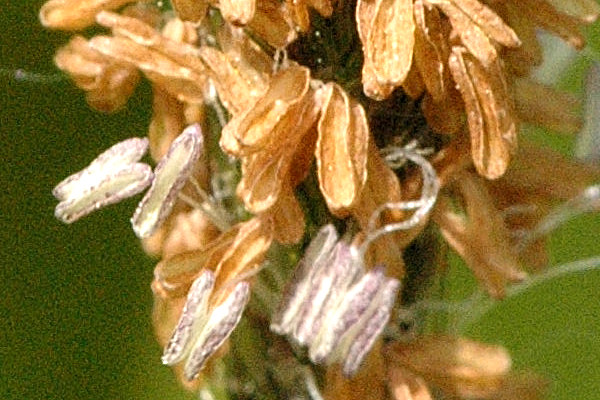
Detalle

Alopecurus geniculatus es un pasto perenne que forma racimos de tallos erectos de hasta 60 cm de altura. Las hojas miden hasta 12 cm de largo. La inflorescencia es una panícula densa de hasta 6 o 7 cm de largo que florece en anteras de color amarillo-naranja polvorientas. Espiguilla con una longitud de 1.9–3.5 mm. Las glumas (al menos una), son tan largas o más largas que todas las flores, sin aristas, un flósculo por espiguilla.
Distribución y hábitat
Es nativa de Eurasia y norte de América. En el centro de España habita en prados de siega higroturbosos de Agropyro-Rumicion Nordhagen (1940). En alturas de  <1550 m s. n. m.

## Taxonomía
Alopecurus geniculatus fue descrita por  Carlos Linneo y publicado en Species Plantarum 1: 60. 1753.
- El Alopecurus geniculatus descrito por Lindh. es el Setaria scheelei de Hitchcock
- El Alopecurus geniculatus descrito por Sibth. es el Sporobolus alopecuroides de (Piller & Mitterp.) P.M.Peterson.

Etimología
Alopecurus nombre genérico que proviene del griego alopes -ekos, (zorro), y oura (cola), por la forma de la panícula.
geniculatus: epíteto latino
Citología
Número de cromosomas: 2 n = 28
Sinonimia
NOTA: Los nombres que presentan enlaces son sinónimos en otras especies: 
- Alopecurus aristulosus
- Alopecurus australis
- Alopecurus geniculatus subsp. geniculatus
- Alopecurus geniculatus var. aquaticus
- Alopecurus geniculatus var. microstachyus
- Alopecurus geniculatus var. natans
- Alopecurus geniculatus var. patagonicus
- Alopecurus geniculatus var. pumila
- Alopecurus geniculatus var. vinealis
- Alopecurus geniculatus var. virens
- Alopecurus geniculatus var. viridis
- Alopecurus nothus
- Alopecurus pallescens
- Alopecurus palustris
- Alopecurus palustris subsp. geniculatus
- Alopecurus paniceus
- Alopecurus subaristatus
- Tozzettia geniculata